# Mitsui Chemicals
Mitsui Chemicals (яп. 三井化学株式会社 мицуи кагаку кабусики-гайся) — японская химическая компания, входящая в состав Mitsui Group. Образована в 1997 году, её основной предшественник — основанная в 1955 году Mitsui Petrochemical Industries. Основные направления деятельности: товары медицинского назначения (офтальмологические линзы, зубные протезы, синтетические волокна), продукция для пищевой промышленности (упаковочные материалы и агрохимия), продукция для автомобильной промышленности (смолы и пластмассы), другие пластмассы и химические соединения для промышленности; 18 тысяч сотрудников, 145 дочерних компаний; штаб-квартира расположена в Токио, региональные офисы имеются в США, Германии, Китае и Сингапуре.
В списке крупнейших компаний мира Forbes Global 2000 в 2022 году заняла 1263-е место.

## История
Mitsui Petrochemical Industries была основана в 1955 году, став первой нефтехимической компанией Японии. Первый нефтехимический комплекс в стране начал работу в 1958 году в городе Ивакуни. Основным покупателем продукции была другая компания группы Мицуи, Toyo Rayon, крупнейший в Японии производитель синтетических волокон. В 1960 году компания создала совместное предприятие с DuPont, названное DuPont-Mitsui Polychemicals. Позже в 1960-х годах было создано ещё два совместных предприятия с американскими компаниями, Union Carbide и Texaco. Главной продукцией компании стал полиэтилен, в частности ящики для напитков. В 1970 году была куплена компания Tokyo Serofan, производитель целофановых и пластиковых плёнок. В 1972 году три крупнейшие компании группы Мицуи, включая Mitsui Petrochemical совместно с Национальной нефтяной компанией Ирана, начали строительство крупного нефтехимического комплекса в Иране. В 1975 году у Imperial Chemical Industries была приобретена лицензия на производство TPX-пластика. В 1979 году Mitsui Petrochemical стала одной из четырёх японских компаний, которым было поручено строительство новых заводов в КНР. Также в конце 1970-х годов компания совместно с Samsung Group и Amoco начала строительство завода в Республике Корея по производству терефталевой кислоты. В 1986 году была создана дочерняя компания в США, а в 1988 году — в Германии.
В 1997 году Mitsui Petrochemical Industries объединилась с Mitsui Toatsu Cemicals, образовав Mitsui Chemicals.

## Деятельность
Основные подразделения по состоянию на март 2021 года:
- Мобильность — материалы для автомобильной и электронной промышленностей (бамперы, приборные панели, оптика для смартфонов); 26 % выручки.
- Здравоохранение — пластиковые линзы, нетканые текстильные материалы (одноразовые подгузники, медицинские маски и халаты), зубопротезные материалы; 13 % выручки.
- Продовольствие и упаковка — упаковочные плёнки, плёнки для электронной промышленности, агрохимия (инсектициды, фунгициды);16 % выручки.
- Основные материалы — инженерные пластмассы для автомобильной, авиационной и электронной промышленности; 45 % выручки.

Выручка за 2020/21 финансовый год составила 1,21 трлн иен ($11 млрд), из них 53 % пришлось на Японию, 15 % — на Китай, 13 % — на остальную Азию, 11 % — на Америку, 7 % — на Европу.
|                     | 2011  | 2012   | 2013   | 2014   | 2015  | 2016  | 2017  | 2018  | 2019  | 2020  | 2021  | 2022  |
| ------------------- | ----- | ------ | ------ | ------ | ----- | ----- | ----- | ----- | ----- | ----- | ----- | ----- |
| Оборот              | 1392  | 1454   | 1406   | 1566   | 1550  | 1344  | 1212  | 1329  | 1483  | 1350  | 1212  | 1613  |
| Чистая прибыль      | 24,85 | -1,007 | -8,149 | -25,14 | 17,26 | 22,96 | 64,84 | 71,59 | 76,12 | 33,97 | 57,87 | 110,0 |
| Активы              | 1296  | 1256   | 1338   | 1432   | 1412  | 1259  | 1326  | 1431  | 1501  | 1531  | 1558  | 1935  |
| Собственный капитал | 383,7 | 367,4  | 376,8  | 352,8  | 406,2 | 382,0 | 449,7 | 511,6 | 551,9 | 529,2 | 607,9 | 712,7 |